# Peter Pabisch
Peter Pabisch (* 17. April 1938 in Wien) ist ein österreichisch-amerikanischer Autor, Lyriker, Literaturwissenschaftler und emeritierter Hochschullehrer für Germanistik und German Studies an der University of New Mexico.

## Leben
Peter Pabisch studierte an der Universität Wien (Dr. phil. 1985) und der University of Illinois (Ph.D. 1974) und unterrichtete vorher unter anderem an der Otto-Glöckel-Schule in Wien-Hietzing.
1969 übersiedelte er mit seiner Familie in die Vereinigten Staaten. Zunächst lehrte er als Assistenzprofessor an der University of Illinois in Champaign, bevor er 1972 an die University of New Mexico berufen wurde, wo er ordentlicher Universitätsprofessor war. Seit 2004 ist er emeritiert und lebt in Wien.
Pabisch gründete die Atlantic Bridge on the Camino Real, eine internationale Organisation zur Bildung akademischer Partnerschaften, die u. a. Schüler- und Studentenaustauschprogramme organisieren. Mit George Peters rief er 1975 in Taos Ski Valley die German Summer School of New Mexico ins Leben, deren Veranstaltungen sich mit der deutschen Geistes- und Kulturgeschichte befassen. Einen Schwerpunkt seiner Forschungen stellt die deutschsprachige Dialektdichtung dar. Als Gastprofessor hielt er Vorlesungen in Wien, Graz, Berlin, Jyväskylä und in Portland (Oregon).
Peter Pabisch ist Mitglied des Österreichischen P.E.N. Clubs und des P.E.N.-Zentrums Deutschland.

## Auszeichnungen
- 1982: German-American Award des Goethe-Instituts
- 1985: Bundesverdienstkreuz (I. Klasse) der Bundesrepublik Deutschland
- 1986: Großes Ehrenzeichen für Verdienste um die Republik Österreich
- 1992: Pegasus Poetry Price (Austin, Texas)
- 1993: Pegasus Price for the Arts (Austin, Texas)
- 2000: Friedestrompreis (Internationales Mundartarchiv Ludwig Soumagne, Zons/Rhein)
- 2005: Outstanding German Educator for the University Level (Auszeichnung der American Association of Teachers of German)
- 2011: Ehrenkreuz für Wissenschaft und Kunst I. Klasse der Republik Österreich
- 2012: Robert L. Kahn Preis für Lyrik (Society for Contemporary American Literature in German)

## Schriften

### Belletristik
- Arroyo seco. Amerikanische Stimmungen. Gedichte und Erzählungen. Stoedtner, Berlin 1984, ISBN 3-920907-26-4.
- Der Morgen leicht wie eine Feder. Gedichte. Grasl, Baden / Wien 1989, ISBN 3-85098-188-6.
- Santa Fe etc. etc. etc. Poems and sketches. Dimension Press, Austin 1990, ISBN 0-911173-03-X.
- Sioux und andere Er-Fahrungen. Gedichte. University of South Dakota Press, Vermillion, SD, 1993.
- Wortort Tarock unter anderem. Gedichte und Gesichte. Pine Hill Press, Freeman, SD, 1999, DNB 966304683.
- vindobonensische geh-dicht-e. van Acken, Krefeld 2012, 1. Aufl.,(LithExcel Publishing, Albuquerque, Neumexiko, 2. Aufl.: 2016.)